# Royal Tongan Airlines

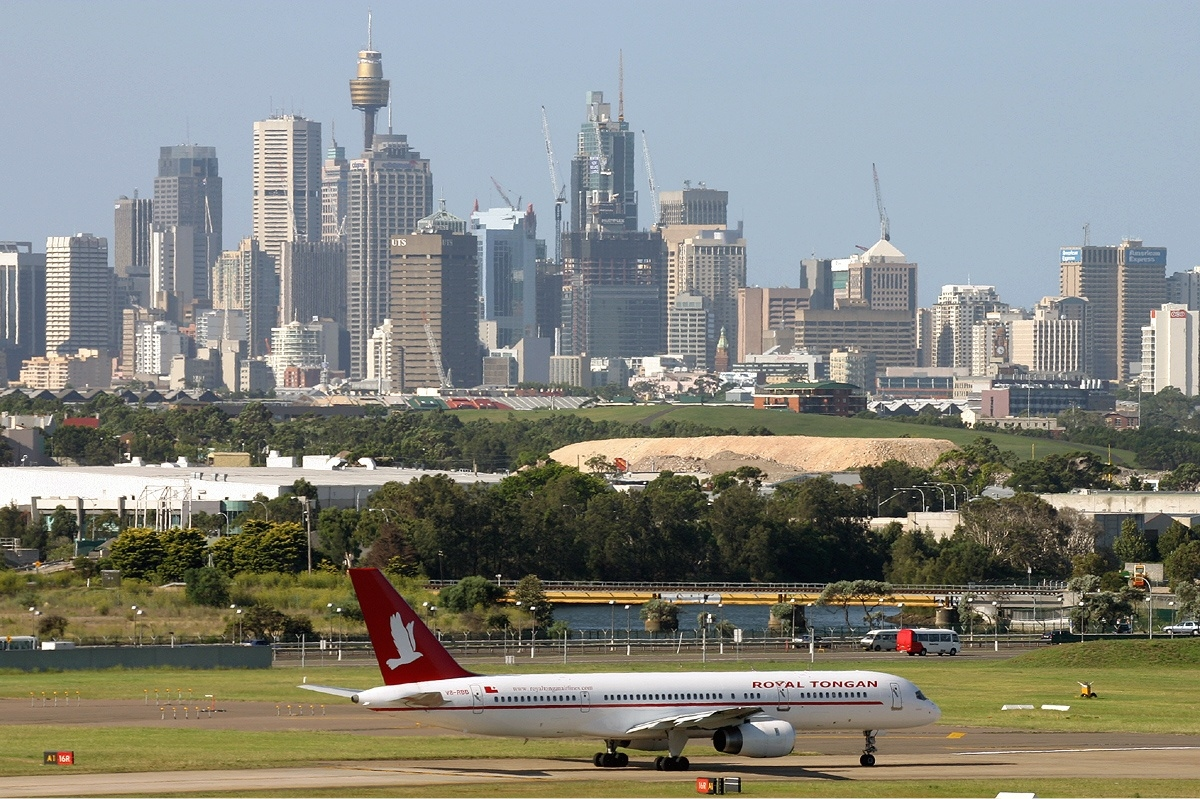
Boeing 757 в аэропорту Сиднея

Royal Tongan Airlines (ранее Friendly Island Airways) — недействующая авиакомпания Тонга. Базировалась в Международном аэропорту Фуаамоту.

## История
В 1983 году авиакомпания All Nippon Airways провела исследование и обосновала необходимость создания авиакомпании в Тонге.
Спустя два года, в 1985 году авиакомпания была создана правительством Тонги под именем Friendly Island Airways. Она осуществляла регулярные пассажирские перевозки внутри страны.
Первыми самолётами в её флоте стали CASA 212 и Britten-Norman Islander. В 1989 году был приобретён самолёт DHC-6 Twin Otter подходящего для полётов между островами.
Местные пилоты авиакомпании обучались в Австралии.
В 1991 году авиакомпания сменила название на Royal Tongan Airlines.
К 1995 году Royal Tongan Airlines начала заключать код-шеринговые соглашения с другими авиакомпаниями, такими как Air Pacific, Air New Zealand и Polynesian Airlines.
В июне 1995 года авиакомпания взяла Boeing 737-300 (DQ-FJD) в аренду совместно с авиакомпанией Air Pacific.
С 1999 по 2001 год авиакомпания использовала самолёт Boeing 737-200 (ZK-NAF), который брала в аренду у Air New Zealand.
В апреле 2004 Royal Tongan Airlines вернула взятый в 2002 году в лизинг Boeing 757-200 (V8-RBB) авиакомпании Royal Brunei Airlines и прекратила международные рейсы.
18 мая 2004 года авиакомпания прекратила свою деятельность, так как не могла оплачивать запчасти для оставшихся самолётов Short 360 и DHC-6 Twin Otter. Страна осталась без регулярных внутренних рейсов. Рассматривался вариант обслуживания внутренних рейсов новозеландскими и австралийскими авиалиниями, однако в июне 2004 на смену Royal Tongan Airlines в стране появились две новые авиакомпании — Air Waves of Vava’u и Fly Niu Airlines.

## Галерея

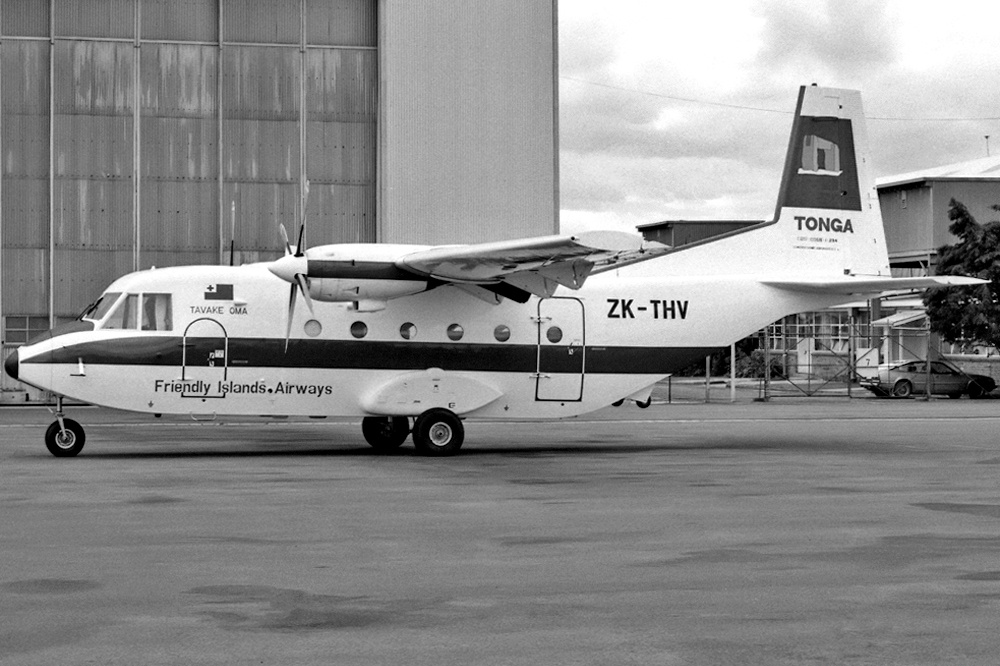
CASA C-212 в 1986 году
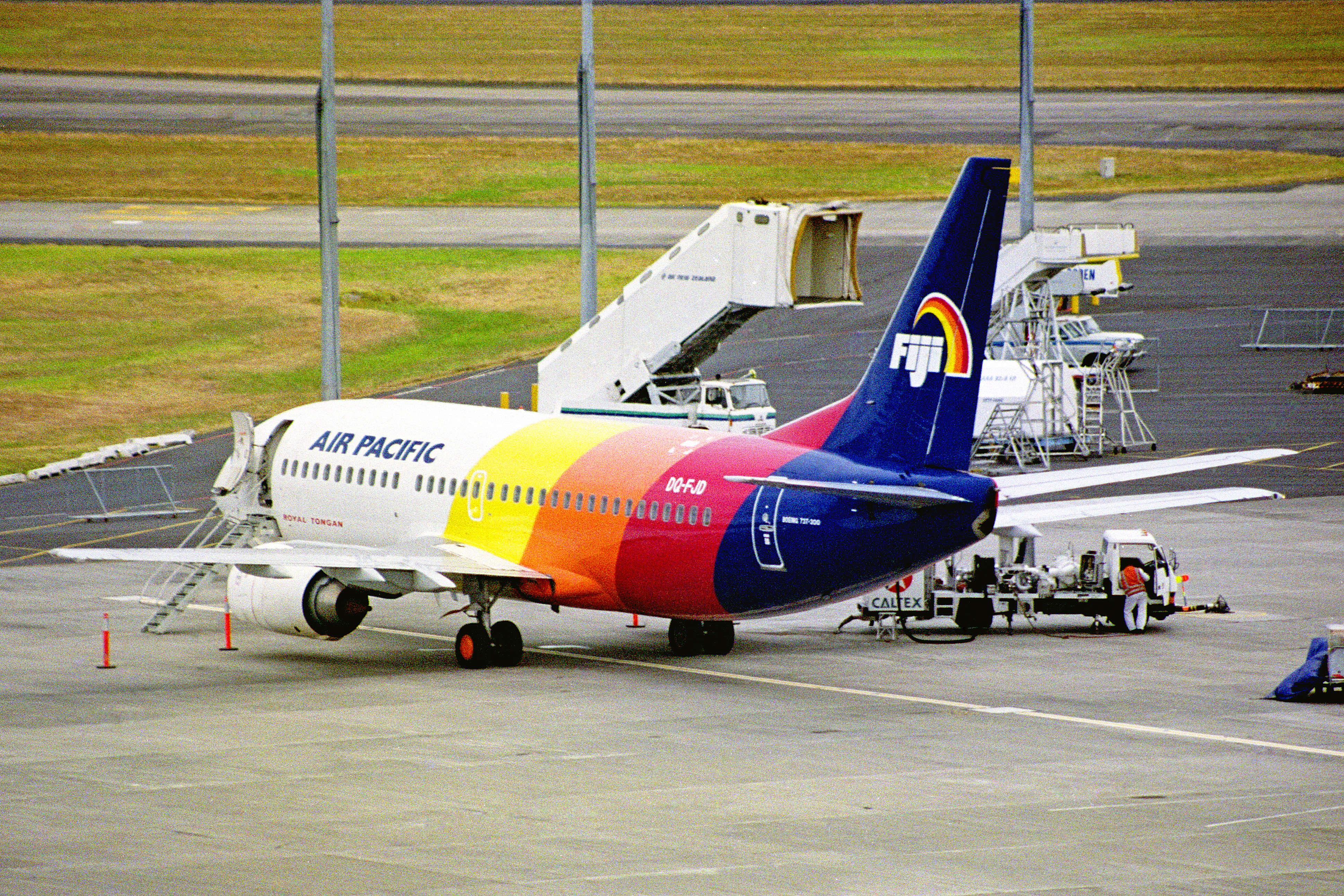
Левая сторона самолёта Boeing 737 (DQ-FJD) — в ливрее Air Pacific 1999 год
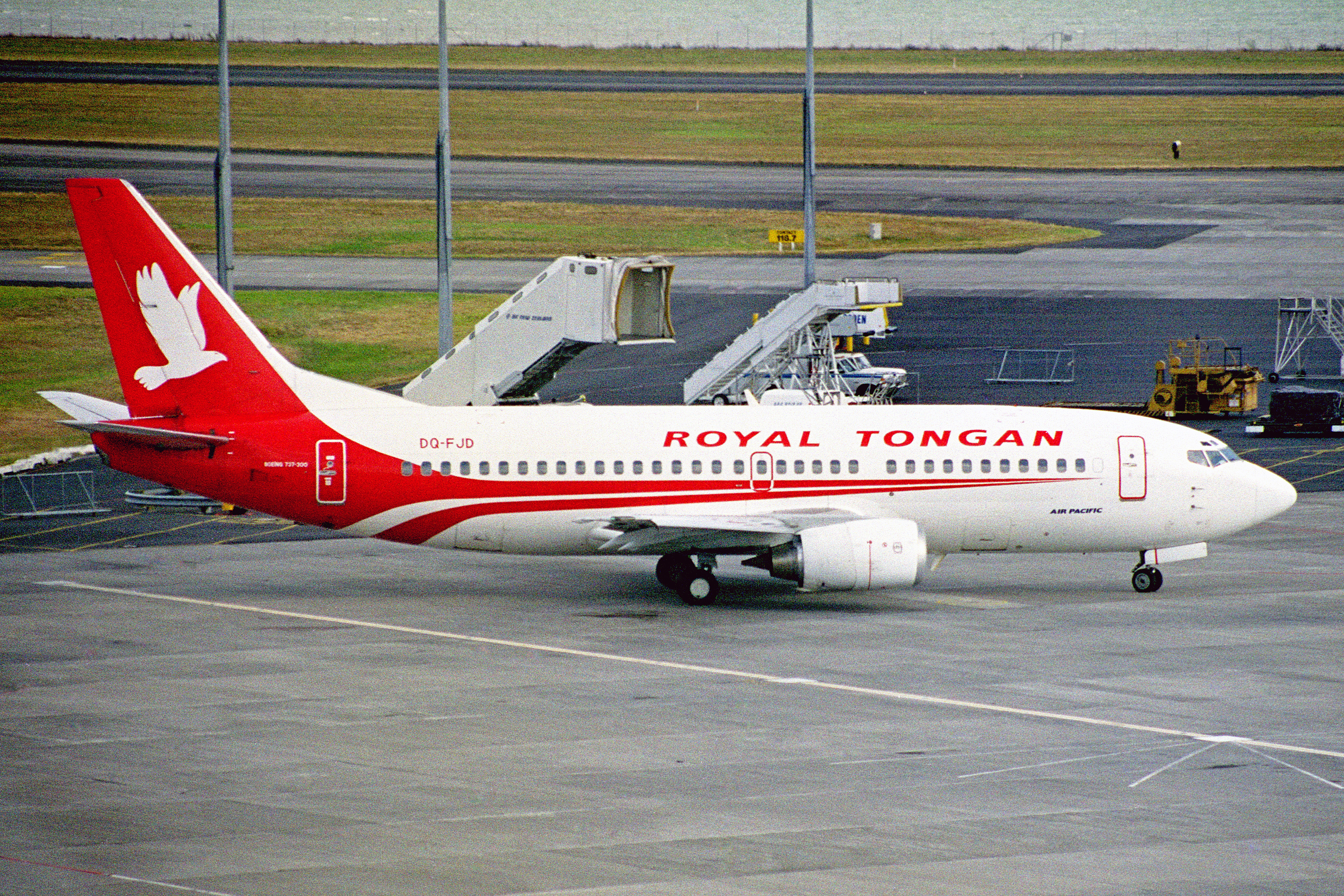
Тот же самолёт (DQ-FJD) с правой стороны — в ливрее Royal Tongan
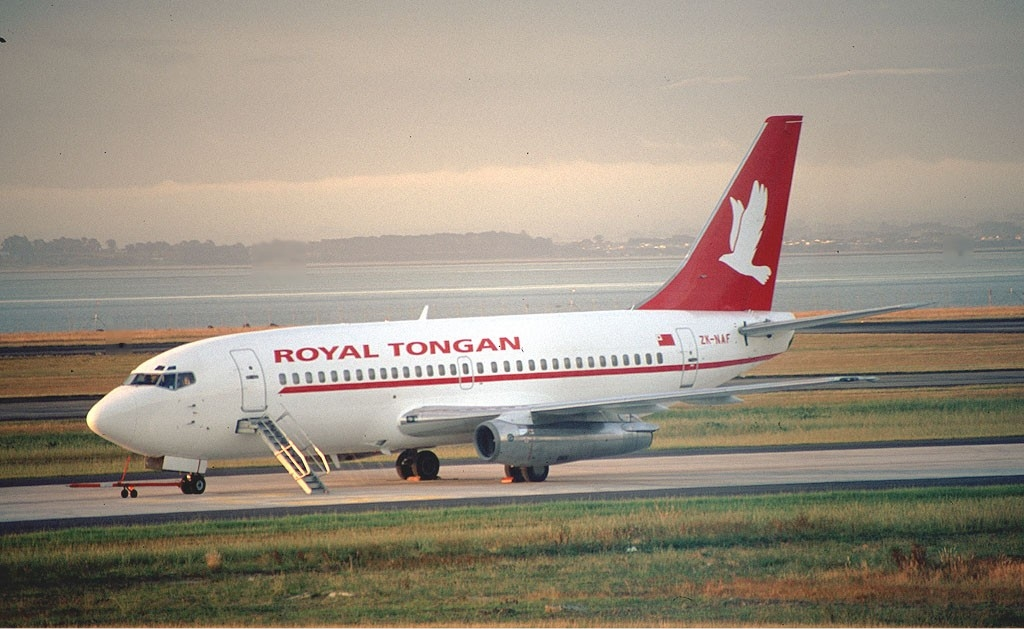
Boeing 737-200 в 2000 году
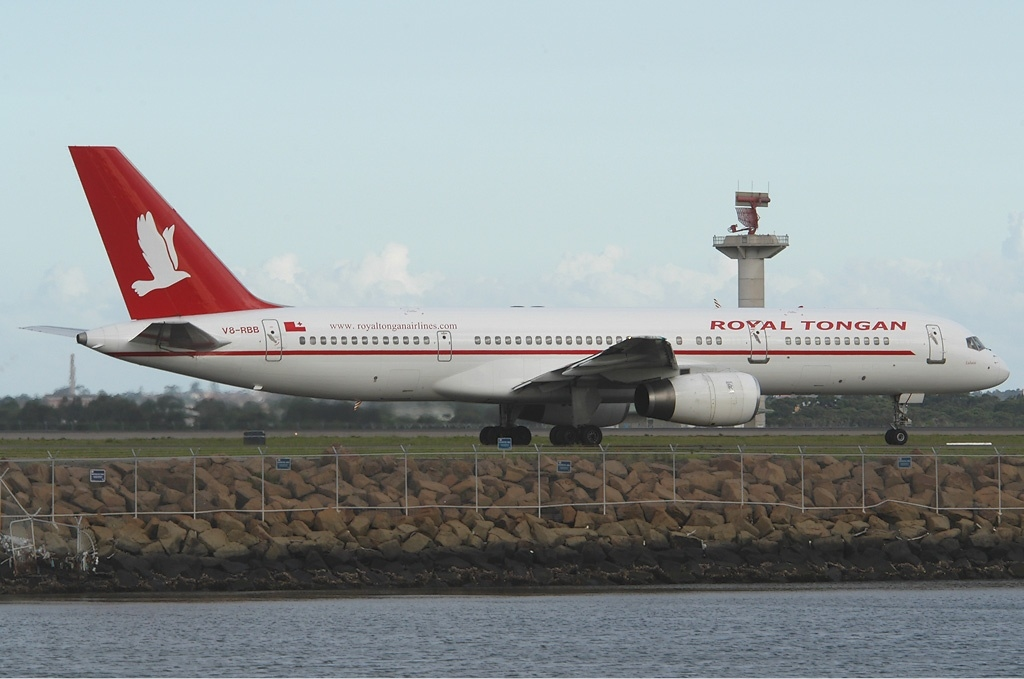
Boeing 757-200 в 2003 году